# Hymenaea oblongifolia
El yutu banco, parcunba, simiri, karapa, algarroba o azúcar huayo (Hymenaea oblongifolia Huber) es un árbol de la familia de las fabáceas, que crece hasta los 1.200 m s. n. m., en los bosques húmedos de Colombia, Ecuador, Venezuela, Brasil, Perú y las Guayanas.

## Descripción
Alcanza entre 18 y 40 m de altura; la corteza del tronco es grisácea, lenticelada y levemente fisurada. Sus hojas son compuestas, alternas, con dos folíolos, brillantes por encima y opacas por debajo, con puntos traslúcidos, de 12, 5 cm de largo por 4 cm de ancho. Inflorescencias en panículas largas, con muchas flores de color blanco, pequeñas, de 2 cm de longitud, en manojos. El fruto es una legumbre de 4 cm de longitud por 2 cm de ancho, de color marrón a rojizo con lenticelas amarillas o blancas y con una semilla de marrón oscuro a negra, rodeada de pulpa amarillenta, arenosa, dulce y comestible. 

## Usos en la medicina popular
El fruto se come fresco y sirve para preparar bebidas. La corteza del tronco en  decocción se emplea para aliviar el reumatismo y la artritis, para tratar la diarrea y como vermífugo. El aceite de las semilla se usa como laxante. La resina del tronco sirve para como fungicida y además como incienso y barniz. La madera se utiliza en ebanistería.

## Taxonomía
Hymenaea oblongifolia fue descrita por Jacques Huber y publicado en Boletim do Museo Goeldi de Historia Natural e Ethnographia. Belém. 5(2): 386. 1909.
Variedades aceptadas
- Hymenaea oblongifolia var. davisii (Sandwith) Lee & Langenh.
- Hymenaea oblongifolia var. palustris (Ducke) Lee & Langenh.

Sinonimia
- Cynometra zamorana R.E.Schult.
- Hymenaea oblongifolia var. oblongifolia[2]